# 12387 Томокофудзівара
12387 Томокофудзівара (12387 Tomokofujiwara) — астероїд головного поясу, відкритий 28 жовтня 1994 року.
Тіссеранів параметр щодо Юпітера — 3,286.
Названо на честь Томоко Фудзівари (яп. ともこ・ふじわら(藤原智子) томоко фудзівара).